# Király Jenő
Király Jenő (Sopron, 1943. december 1. – Budapest, 2017. augusztus 27.) Balázs Béla-díjas magyar filmesztéta, tanár, a műfajelmélet szakirodalmának meghatározó jelentőségű megalkotója. Felesége Balogh Gyöngyi (1950) filmtörténész, lánya Király Éva Ilona (1989) környezetmérnök.

## Életpályája
Szülei: Dr. Király Jenő (1885–1969) orvos és Walthier Eliz (1904–1983) költő voltak.

### Tanulmányok
1962–1967 között az Eötvös Loránd Tudományegyetem Bölcsészettudományi Karának magyar-népművelés szakos hallgatója volt. Évfolyamtársa volt többek között Bujdosó Dezső (1942–2016) kultúraelmélet kutató, Fodor Géza (1943–2008) dramaturg és Szigethy Gábor (1942) irodalom- és színháztörténész. Tanárai közül többek közt B. Mészáros Vilma (1921–1977) irodalomtörténész, esztéta volt rá nagy hatással. Első publikációja 1965-ben jelent meg az ELTE Egyetemi Lapokban D. W. Griffith híres filmjéről Letört bimbók címmel.

### Az 1970-es évek:A filmelmélet nagykorúsága
Az ELTE-re tanítani Maróti Andor (1927) művelődéskutató vette fel. 1971–1978 és 1981-2009 között az ELTE BTK-n filmesztétikát tanított a Közművelődési, a Kulturális Antropológia, a Kulturális Menedzser, valamint a Filmtudomány Tanszéken egyetemi adjunktusként (ez utóbbi tanszékre 2006-ban került félállásban, 2008-tól a Kaposvári Egyetemen teljes állásban volt).
A Figyelő Szemek című folyóiratban – amely 1978–1981 között a Zala Megyei Moziüzemi Vállalt tájékoztató propagandafüzete volt – 1979–1981 között végigtekinti a fontosabb filmműfajokat a westerntől az erotikus filmen át a sci-fi, horror, burleszk, kalandfilmekkel bezárólag. Folyamatosan publikál más folyóiratokban: a Kultúra és Közösségben, a Filmtudományi Szemlében, a Filmkultúrában és a Filmvilágban is. A hetvenes években a Filmelmélet, a Kultúraelmélet és a Kommunikációelmélet című tárgyakat tanította. Ebben az időben filmesztétikai jegyzeteket is írt. Első önálló kötete A marxista filmelmélet alapjai címmel 1975-ben jelent meg, majd 1982-ben már egyszerűen Filmelmélet címmel jelent meg az átdolgozott és bővített verzió.

### Az 1980-as évek:Film és szórakozás
A nyolcvanas években két új tantárgya a Kultúra és kommunikáció, illetve a Tömegkultúra és tömegkommunikáció. Az utóbbi tárgyon belül indultak azok a kutatásai, amelyek külső érdeklődéssel és ösztönző igényel találkoztak. Ez a tömegkultúra és tömegfilm kutatása felé vitte el tevékenységét. A Magyar Filmtudományi Intézet és Filmarchívum elméleti osztályán kutatóként dolgozva (1978–1981) szintén ilyen jellegű megbízásokat kapott. Az itt töltött idő terméke a Mozifolklór és kameratöltőtoll – A populáris filmkultúra elméletéhez című dolgozata, mely 1983-ban jelent meg a Filmművészeti Könyvtár sorozat egyik utolsó köteteként. 2013-as Kelecsényi Lászlónak adott interjújában így emlékszik vissza: "Év végi [a] zárójelentésében az osztályvezető ezt írta rólam: 'kutatói munkára valószínűleg alkalmatlan'. Erre fölmondtam." (in: Filmvilág 2013/12) 1981-ben az általa szerkesztett Film és szórakozás című lényeglátó tanulmánygyűjtemény előrevetíti érdeklődésének kulcsfogalmait.
1989-ben megjelent Karády Katalin-kötete, a magyar melodrámák akkori sztárjáról, amely Karády szerint a legjobb könyv róla. A sors különös fintora, hogy pont ez a kötete jelent meg a legnagyobb példányszámban, és került hivatalos könyvesbolti forgalmazásba. Mind a mai napig ezzel a kötetével találkozhatunk a leggyakrabban az antikváriumok polcain is. (Minden más műve állandó hiánycikk.)

### Az 1990-es évek:Frivol múzsa
A kilencvenes években a szimbolika kutatása került munkájának középpontjába. Ennek eredménye lett az először egyetemi jegyzetként megjelent A tömegkultúra esztétikája (1992), majd ennek átdolgozott és bővített verziója a kétkötetes Frivol múzsa – A tömegfilm sajátos alkotásmódja és a tömegkultúra esztétikája (1993) című műve. Tantárgyai: Esztétikai antropológia, A tömegkultúra szimbolikája, Szexuálesztétika és szimbolika, Elemi esztétika és szimbolika (az archetípusok kultúrája), valamint különböző tömegfilmes kurzusok.
Egy-két hallgatói visszaemlékezés:
- "Az ELTE-n elsősorban Király Jenő professzor úr volt rám nagy hatással, aki a tömegfilmnek olyan monumentális elméletét dolgozta ki, ami világra szólóan egyedülálló, ő maga pedig annyira szuggesztív és humoros előadó, hogy első számú példaképemmé vált." (Varga Zoltán filmesztéta, 2017)
- "Egyetemi éveimből Király Tanár Úr óráira emlékszem vissza a legszívesebben, és ezzel még keveset mondok. Példátlan tudáskincsén túl olyan szemléletet, gondolkodásmódot közvetített, ami messze túlterjed a filmesztétikai kereteken. Nem telik el nap, hogy ne próbálnék valamiképpen az ő gondolkodásmódjával közelíteni az engem foglalkoztató kérdésekhez, helyzetekhez. Az írásai pedig mindig is hivatkozási alapot fognak jelenteni." (2015)
- "Ő nem tanár – ő egy jelenség. Évszázadonként egy ilyen ember születik. Őstehetség." (2013)
- "Fergeteges előadó, elképesztő tudással, remek humorérzékkel. Számomra a polihisztor egyik archetípusa. Élmény volt minden egyes előadása." (2011)
- "A filmszakon ő egy élő legenda. Tokkal-vonóval." (2011)

1993-ban A tömegkultúra esztétikája című könyvéért Hauser Arnold-díjat, oktatói és filmszakírói tevékenységéért pedig Balázs Béla-díjat kapott.
A Filmforgalmazási és Videokiadási Szakkuratórium egyik tagja volt (1996-ig). A Budapesti Mozi Közalapítvány kuratóriumának elnökéül választották 1996-ban.

### A 2000-es évek:"Csak egy nap a világ..."
Feleségével, Balogh Gyöngyivel közösen jelenteti meg 2000-ben a harmincas évek magyar filmművészetének nagymonográfiáját: "Csak egy nap a világ..." – A magyar film műfaj- és stílustörténete 1929–1936, amit a borítója (és "királyi" terjedelme) után a "Nagy Szürkének" is szoktak nevezni. A 2013-as interjúban így vall erről a sajnos meghiúsult tervéről: "A "Csak egy nap a világ..." hat kötetre tervezett mű, A magyar film műfaj- és stílustörténete első részeként született. A folytatást az illetékes szervek nem támogatták. Ezután fordultam a nemzetközi filmszimbolika kutatása felé. Miután az utóbbi gondolatmenete még nem zárult le, folytatását előnyben részesíteném a stílustörténettel szemben." (in: Filmvilág 2013/12)
2002-ben Állatábrázolások a filmművészetben címmel tartott előadást a Néprajzi Múzeumban, 2006-ban pedig A Vászon és a Dívány találkozása – I. Magyar Pszichoanalitikus Filmkonferencián Az álomfejtéstől az álomgyárig címmel Pécsett.

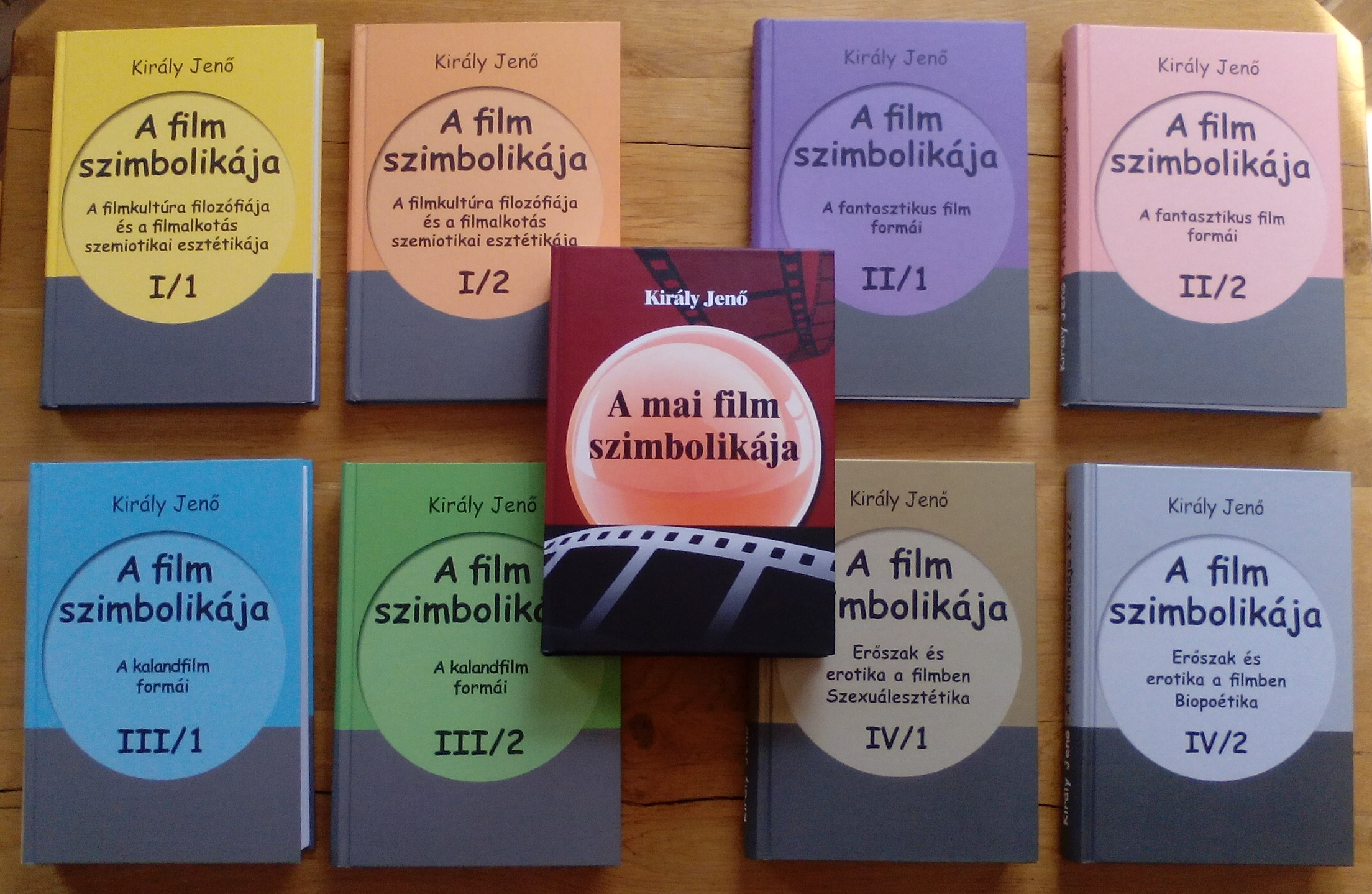
A (mai) film szimbolikája sorozat

### A 2010-es évek:A (mai) film szimbolikája
2008–2013 között a Kaposvári Egyetem Művészeti Kar Mozgóképkultúra Tanszéken volt tudományos munkatárs, itt jelenik meg A film szimbolikája című nyolckötetes műfajelméleti szakkönyvfolyama, amely egész életművek a koronája. A "filmesztétika bibliájá"-nak is szokták nevezni. Megint Király Jenőt idézzük: "Megjelenése, akarom mondani meg nem jelenése után annyian keresték rajtam A film szimbolikáját, míg végül leszereltettem az egész nap csengő telefont. Egyébként az ELTE, a Magyar Filmtudományi Intézet és Filmarchívum vagy a Magyar Nemzeti Filmarchívum által kiadott könyveim sem kerültek boltokba. Ez annak jele, hogy változatlan mentalitások uralkodnak változó zászlók alatt. [...] De minden rosszban van jó is. Előbb említettem, hogy a személy nem ismerése fokozza a könyv varázsát, most hozzáteszem, hogy a könyv nem ismerése, hozzáférhetetlensége tovább fokozza. Ennek köszönhető a „legendás” jelző, amit többször olvastam a Frivol múzsa kapcsán. A betiltások, elsikkasztások, raktárakba és pincékbe süllyesztések érdemtelenül és váratlanul nagyon is előkelő társaságba juttattak. Hegel, Kierkegaard és Heidegger is csak művei töredékét láthatta kinyomtatva. A Frivol múzsa legkiválóbb, a rendszer lényegét első ízben értékelő elemzője jegyezte meg, én vagyok a mai kor új szamizdatja. Ez egy filozófiai-politikai vicc volt, de nem puszta bóknak hangzott, hanem értelmező szándékból fakadó megállapításnak." (in: Filmvilág 2013/12) Korábbi jelentős, legendássá vált könyve a Frivol múzsa – A tömegfilm sajátos alkotásmódja és a tömegkultúra esztétikája című kétkötetes műve. A tömegkultúra esztétikájáról szóló vaskos, két kötetes munkája mind a ma napig a filmelméletet hallgató egyetemisták alapirodalma. Korábban óraadóként oktatott a Színház- és Filmművészeti Főiskolán, az ELTE Tanárképző Főiskolai Karon és a Zsigmond Király Főiskolán is.
2013. december 6-án 70 éves születésnapja alkalmából "Király 70" címmel műfajelméleti konferenciát szerveznek a tiszteletére az ELTE BTK Filmtudomány Tanszéken, majd a Metropolis – filmelméleti és filmtörténeti folyóirat egyik száma róla szólt (Király Jenő 70, 2013/4-es szám). A konferencia felhívása így hangzott: "Az ELTE BTK Művészetelméleti és Médiakutatási Intézetének Filmtudomány Tanszéke konferenciát rendez Király Jenő 70. születésnapja tiszteletére. A rendezvény Király Jenő filmtudományos munkásságának felidézésén túl annak körvonalazását is célozza, hogy – többek között – a Frivol múzsa, a Mágikus mozi, vagy az életművet megkoronázó A film szimbolikája-sorozat eredményei milyen módon gondolhatóak tovább akár szűkebb értelemben a műfajfilmek kutatásában, akár tágabb értelemben a filmelmélet kérdésfeltevéseinek élénkítésében, újraértelmezésében. Várjuk mindazok jelentkezését – legyenek kollégák, tanítványok, vagy tisztelők –, akik Király Jenő munkásságához kapcsolódó gondolataikat, kutatási eredményeiket megosztanák a publikummal."
2015-ben az 50 könyv, amit minden baloldalinak ismernie kell című összeállításban is beválogatták A film szimbolikája című könyv-sorozatát.
2017-ben az Eszmélet Alapítvány gondozásában jelent meg A mai film szimbolikája című munkája, amely A film szimbolikája-sorozat folytatása, melyben azt kutatja, hogy korunk emberének lelki és társadalmi problémái miként jelennek meg általában a kor tipikus és különösképpen a legújabb idők jelentős, reprezentatív filmjeiben. A filmek gyakran a társadalomtudományokat megelőző érzékenységgel mutatják be a lelki hidegség és közöny, a szellemi cinizmus, az önimádat és a szenvedélybetegségek elhatalmasodását, a nemi szerepek bomlását, a házasság válságát, a gyermekkor eltorzulását és az ennek nyomában járó általános infantilizációt, a konkurencia elvadulását és a korrupció elhatalmasodását, a társadalmakon belüli és a társadalmak közötti kiéleződő viszonyokat, az életszínvonal különbségeinek abszurddá és elviselhetetlenné válását. A szerző könyve a mai turbókapitalizmus kártékonyságának előrejelzéseit már a némafilmben kimutatja, de a végeredmény, az emberiesség összeomlása jellemzésére összpontosít, melyet a könyv első részének döntő fejezetében, az Oscar-díjas Saul fia (rendező: Nemes-Jeles László) című film vizsgálata során összegez.

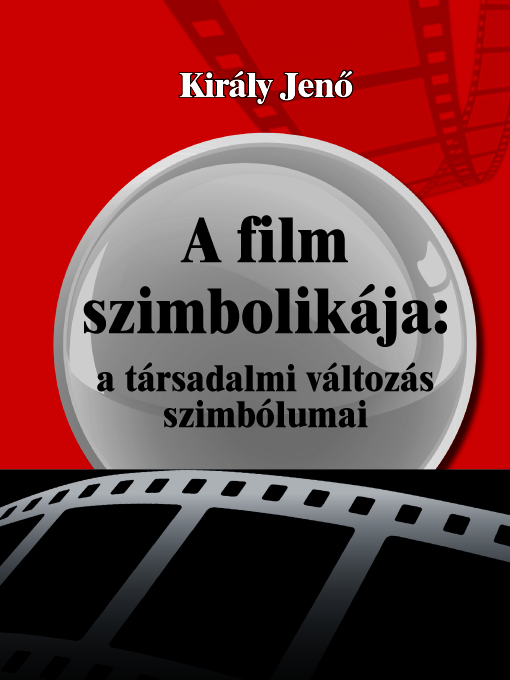
Tervezett utolsó kötet A film szimbolikájához

2017. augusztus 27-én hosszú, súlyos betegség után Budapesten hunyt el. Így nem tudta befejezni A film szimbolikája című főművének utolsó, tizedik – a forradalmi filmről szóló – lezáró kötetét.
A már többször említett 2013-as interjúban így összegezte küldetését/küldetésünket: "Az ember hangoztatott céljai általában nem esnek egybe a valódi célokkal, sőt, a tudatosak sem a tudattalanokkal. Csak olyan célokért érdemes élni és dolgozni, amelyek publikussá tétele meghiúsítaná megvalósításukat. Túl zavaros a helyzet, ezért vágyról vagy reményről inkább beszélhetünk, mint célról. [...] Nem nekem van ilyen vagy olyan célom, feladatom vagy reményem, hanem nekünk, együttesen, mindannyiunknak. Ma a filmek hozzájárulása radikálisabb, mint a tudományé, mert a filmeket, legalábbis a populáris alkotásokat, mi fizetjük meg és tartjuk el, így a szerzők kénytelenek belekalkulálni hangulatunkat." (in: Filmvilág 2013/12) Király Jenő könyvtárnyi életműve felbecsülhetetlenül gazdag forrást kínál ehhez minden filmbarát számára. Szinte egyetlen részét sem fordították le eddig idegen nyelvre [a Kinovedcseszkije zapiszki orosz filmelméleti folyóirat megrendelésére 1999-ben Mágikus mozi című könyvének két fejezete lefordításra került (II. rész: Ősképek a filmkultúrában és III. rész: Műfajok és archetípusok a midcult-filmben, 145-271 oldal), de végül nem jelent meg].

## Főbb művei

### Az 1960-as évek:Letört bimbók
- [David Llewelyn Wark Griffith:] Letört bimbók (1919) [in: Egyetemi Lapok – az ELTE hallgatói lapja 1965. november 2. (29. szám)]
- Goethe történelmi szomorújátéka az ember romlásáról (in: Acta Iuvenum – az Eötvös Loránd Tudományegyetem Bölcsészettudományi Kar KISZ Végrehajtó Bizottságának tudományos kiadványa 1967/2)
- Népünk tavasza – hazánk felszabadulásának 25. évfordulójának megünneplésére (módszertani tájékoztató füzet, társszerzők: Bujdosó Dezső, Godó Ágnes és B. Vörös Gizella, Magyar Néphadsereg Központi Klubjának Módszertani Osztálya, Budapest, 1969) p. 175

### Az 1970-es évek:A filmelmélet nagykorúsága
- A MARXISTA FILMELMÉLET ALAPJAI (kézirat, egyetemi jegyzet, ELTE-BTK – Tankönyvkiadó Vállalat, Budapest, 1975, változatlan utánnyomások: 1980) p. 252
- KOMMUNIKÁCIÓELMÉLET III. kötet: Homogén médiumok (Zsilka Jánossal, kézirat, egyetemi jegyzet, ELTE-BTK – Tankönyvkiadó Vállalat, Budapest, 1975) p. 302
  - A nyelvi rendszer fogalma (Zsilka János)
  - Fotofonikus tükrözéselmélet (Király Jenő)
    - 1. rész: A fotofonikus visszatükrözés filozófiai problémái
    - 2. rész: Az első tükrözés problémái
    - 3. rész: A második tükrözés problémái
    - 4. rész: A harmadik tükrözés problémái
    - 5. rész: A negyedik tükrözés problémái
- [Sergiu] NICOLAESCU VILÁGA I-II. kötet (egyetemi előadás-jegyzet, Népművelési Intézet, Budapest, 1978) p. 736 [69 példányban jelent meg]
- Gondolatok a tömegművészetről – Propp mesemorfológiája nyomán (in: Kultúra és Közösség – művelődéselméleti folyóirat 1978/1-2, összevont szám)
- Az erotikus film és a filmerotika (in: Figyelő Szemek – a Zala Megyei Moziüzemi Vállalat tájékoztató propagandafüzete 1979/1)
- A sci-fi és a fantasztikum (in: Figyelő Szemek – a Zala Megyei Moziüzemi Vállalat tájékoztató propagandafüzete 1979/4)
- Filmművészet és tömegszórakoztatás (in: Filmtudományi Szemle – a Magyar Filmtudományi Intézet és Filmarchívum Tudományos Osztályának kiadványa 1979/26. szám: Írások a magyar filmről, Magyar Filmtudományi Intézet és Filmarchívum Filmelméleti és -Történeti Osztály, Budapest, 1979)

### Az 1980-as évek:Film és szórakozás
- A horror (in: Figyelő Szemek – a Zala Megyei Moziüzemi Vállalat tájékoztató propagandafüzete 1980/1)
- A burleszk (in: Figyelő Szemek – a Zala Megyei Moziüzemi Vállalat tájékoztató propagandafüzete 1980/2)
- A "nagykorú" művészfilm problémái – Karlovy Vary 1980 (in: Filmkultúra – filmelméleti és filmművészeti szemle 1980/5), http://mandadb.hu/common/file-servlet/document/23999/default/doc_url/filmkultra_1980_vfolyam_5_szam.pdf
- A szórakozás (in: Kultúra és Közösség – művelődéselméleti folyóirat 1981/1)
- A magyar western (in: Figyelő Szemek – a Zala Megyei Moziüzemi Vállalat tájékoztató propagandafüzete 1981/2)
- „Ki kell mutatni a gondolat improduktív voltát" (in: Filmkultúra – filmelméleti és filmművészeti szemle 1981/2), http://mandadb.hu/common/file-servlet/document/11719/default/doc_url/1981_2sz.pdf
- A kalandfilm mint western (in: Figyelő Szemek – a Zala Megyei Moziüzemi Vállalat tájékoztató propagandafüzete 1981/3)
- Volt egyszer egy repülőgép – Alekszander Mitta: Katasztrófa földön, égen (1980) (in: Filmkultúra – filmelméleti és filmművészeti szemle 1981/5), http://mandadb.hu/common/file-servlet/document/11747/default/doc_url/1981_5sz.pdf
- FILM ÉS SZÓRAKOZÁS – szöveggyűjtemény (MOKÉP – Magyar Filmtudományi Intézet és Filmarchívum, Budapest, 1981) p. 334 /szerk. is!/
  - Bevezetés a népszerű Filmkultúra vizsgálatába (előszó)
  - Apropó western... – A magyar kalandfilm problémái (a Népszerű filmformák alfejezetben)
- A szórakozás [in: Pörös Géza – Thoma László (szerk.): Ifjúság és szórakozás – szöveggyűjtemény, Klubvezetők Kiskönyvtára 25. kötet, Népművelési Propaganda Iroda, Budapest, 1982]
- FILMELMÉLET (kézirat, egyetemi jegyzet, ELTE-BTK – Tankönyvkiadó Vállalat, Budapest, 1982, változatlan utánnyomások: 1989, 1992) p. 307 [832 példányban jelent meg]
  - 1.: A filmkultúra konfliktusa
  - 2.: A filmmunka elméletéhez
  - 3.: A populáris filmkultúra elmélete
- A filmtudomány film és közönség kapcsolatáért (in: Filmtudományi Szemle – a Magyar Filmtudományi Intézet és Filmarchívum Tudományos Osztályának kiadványa 1982/2. szám: Filmtudományunk eredményei és problémái, Magyar Filmtudományi Intézet és Filmarchívum Filmelméleti és Filmtörténeti Osztály, Budapest, 1982)
- A magányos közönség – Az esztétikai érzék szerkezete (in: Kultúra és Közösség – művelődéselméleti folyóirat 1982/5)
- A tömegkultúra a társadalmi kommunikációban (in: Kultúra és Közösség – művelődéselméleti folyóirat 1982/6)
- MOZIFOLKLÓR ÉS KAMERATÖLTŐTOLL – A populáris filmkultúra elméletéhez (kézirat, Filmművészeti Könyvtár 72. kötet, Magyar Filmtudományi Intézet és Filmarchívum, Budapest, 1983) p. 450
  - A magányos közönség
  - A filmmunka elmélete
  - A népszerű filmkultúra szerkezete, és működése
  - Tömegfilm és társadalom
  - Film, szórakozás, információ
- A tömegművészet a társadalmi kommunikációban 1-2. rész (in: Kultúra és Közösség – művelődéselméleti folyóirat 1983/5-6)
- Bujdosó Dezső – Hildy Péter (szerk.): A "Viadukt" és közönsége (Művelődéskutató Intézet, Budapest, 1985) p. 142 [közreműködő]
- A történelmi film fogalma és típusai (Tóth Klárával, in: Filmkultúra – filmelméleti és filmművészeti szemle 1985/10), http://mandadb.hu/common/file-servlet/document/46126/default/doc_url/1985_10sz.pdf
- "Csókolj, ez a mámor perce..." – Henry Hathaway: Niagara (1953) (Balogh Gyöngyivel, in: Filmkultúra – filmelméleti és filmművészeti szemle 1986/12), http://mandadb.hu/common/file-servlet/document/426676/default/doc_url/1986_12sz.pdf
- A szerelem négyszáz csapása – Francois Truffaut: Mississipi szirénje (1969) (Balogh Gyöngyivel, in: Filmkultúra – filmelméleti és filmművészeti szemle 1987/8), http://mandadb.hu/common/file-servlet/document/529538/default/doc_url/fk_1987_8sz.pdf
- Kommentárok Kertész Mihály Casablanca (1942) című filmjének repülőtéri képsorához (in: Filmkultúra – filmelméleti és filmművészeti szemle 1987/10), http://mandadb.hu/common/file-servlet/document/529526/default/doc_url/fk_1987_10sz.pdf
- A magyar film állócsillaga – Hamza D. Ákos: Szíriusz (1942) (Balogh Gyöngyivel, in: Filmkultúra – filmelméleti és filmművészeti szemle 1987/12), http://mandadb.hu/common/file-servlet/document/529524/default/doc_url/fk_1987_12sz.pdf
- A csoda (in: Kultúra és Közösség – művelődéselméleti folyóirat 1988/2)
- Az interkulturális realitáskép (in: Kultúra és Közösség – művelődéselméleti folyóirat 1988/4)
- Az őrült Max – Apokalipszis üreg ég alatt – George Miller: Mad Max I-II. (1979) (in: Filmkultúra – filmelméleti és filmművészeti szemle 1988/4), http://mandadb.hu/common/file-servlet/document/427103/default/doc_url/1988_4sz.pdf
- Karády mágiája és mítosza (in: Filmkultúra – filmelméleti és filmművészeti szemle 1988/5), http://mandadb.hu/common/file-servlet/document/427558/default/doc_url/1988_5sz.pdf
- A borzalom esztétikája – Izommozi (in: Filmvilág – filmművészeti folyóirat 1988/7), http://www.filmvilag.hu/xista_frame.php?cikk_id=4978
- Álomrealizmus (in: Kultúra és Közösség – művelődéselméleti folyóirat 1989/2)
- "Csak ami nincs, annak van bokra..." – Stanley Kubrick: The Shining (Ragyogás, 1980) (in: Filmkultúra – filmelméleti és filmművészeti szemle 1989/4), http://mandadb.hu/common/file-servlet/document/530190/default/doc_url/fk_1989_4sz.pdf
- KARÁDY MÍTOSZA ÉS MÁGIÁJA (Háttér Lap- és Könyvkiadó, Bp., 1989) p. 135

### Az 1990-es évek:Frivol múzsa
- A régi magyar szórakoztató film (Balogh Gyöngyivel, in: Kultúra és Közösség – művelődéselméleti folyóirat 1990/2)
- "Fenn az égben az angyalok vigyáztak ránk" (in: Kultúra és Közösség – művelődéselméleti folyóirat 1990/2)
- Az esztétikai evolúció alaptörvénye 1-2. rész (in: Kultúra és Közösség – művelődéselméleti folyóirat 1991/1-2)
- A bűn prófétái – Gengsztermítoszok (in: Filmvilág – filmművészeti folyóirat 1991/2), http://www.filmvilag.hu/xista_frame.php?cikk_id=4042
- Kulturális menedzser képzés az ELTE-n (in: Társadalom, információ, művelődés – történelempedagógiai füzetek 1991/6)
- A TÖMEGKULTÚRA ESZTÉTIKÁJA I-II. kötet (kézirat, egyetemi jegyzet, ELTE-BTK – Tankönyvkiadó, Budapest, 1992) p. 1048 [530 példányban jelent meg]
  - 1. rész: A kommunikáció formái: Fiktív és nemfiktív [I.]
  - 2. rész: A fikció formái: Ábrázolás és mesélés [I.]
  - 3. rész: A mesélő fikció formái: Kaland és fantasztikum [I.]
  - 4. rész: A fantasztikum poétikája [II.]
  - 5. rész: A romlás vad- és művirágai – A fekete fantasztikum világa [II.]
  - 6. rész: Aesthetica in nuce – A nagyesztétikum kis esztétikája [II.]
  - 7. rész: Nőnek az árnyak – Következtetések és hipotézisek [II.]
  - 8. rész: A lét sötét éjszakája – összefoglalás és kitekintés [II.]
- A film második gyermekkora – Szupermenek és terminátorok (in: Filmvilág – filmművészeti folyóirat 1992/3), http://filmvilag.hu/xista_frame.php?cikk_id=428
- Kezdetben volt a (gonosz)tett (in: Magyar Napló – A Magyar Írószövetség lapja 1992/8)
- Erotikus ideálok – Superman (in: Filmvilág – filmművészeti folyóirat 1992/9), http://www.filmvilag.hu/xista_frame.php?cikk_id=552
- A világvége megvolt – Az iszonyat mozija (in: Magyar Napló – A Magyar Írószövetség lapja 1992/25)
- FRIVOL MÚZSA – A tömegfilm sajátos alkotásmódja és a tömegkultúra esztétikája I-II. kötet (egyetemi tankönyv, Nemzeti Tankönyvkiadó, Budapest, 1993) p. 1122
  - A kommunikáció formái: Fiktív és nemfiktív [I.]
  - A fikció formái: Ábrázolás és mesélés [I.]
  - A mesélő fikció formái: Kaland és fantasztikum [I.]
  - A fantasztikum poétikája [II.]
  - A romlás vad- és művirágai – A fekete fantasztikum világa [II.]
  - Aesthetica in nuce – A nagyesztétikum kis esztétikája [II.]
  - A kezdet rettenetessége – A művészettörténet elméletéhez [II.]
  - Szexuálesztétika [II.]
  - A lét sötét éjszakája – összefoglalás és kitekintés [II.]
- Összehasonlító szexuálesztétika 1-2. rész (in: Filmvilág – filmművészeti folyóirat 1993/6-7)
  - Amerikai kéjcirkusz, http://www.filmvilag.hu/xista_frame.php?cikk_id=1273
  - A pornográf szende, http://www.filmvilag.hu/xista_frame.php?&ev=2&szam=12&cikk_id=1322
- A felébredt test – Szexuálesztétikai elmélkedések (in: Filmvilág – filmművészeti folyóirat 1993/8), http://www.filmvilag.hu/xista_frame.php?cikk_id=1342
- Az SF-nagyforma vázlata – A science-fiction-nagyforma helye a fikcióspektrumban [részlet a Frivol múzsa – A tömegfilm sajátos alkotásmódja és a tömegkultúra esztétikája című kötetéből, in: Lőrincz Judit (szerk.): Szó/művészet/társadalom – válogatott tanulmányok, műelemzések, Múzsák Könyvkiadó, Budapest, 1993]
- King Kong-tanulmányok 1-3. rész (in: Filmvilág – filmművészeti folyóirat 1994/8-10)
  - Hüllőesztétika, http://www.filmvilag.hu/xista_frame.php?cikk_id=697
  - A férfi – mint majom – panaszai, http://www.filmvilag.hu/xista_frame.php?cikk_id=735
  - A nyers és a hamu, http://filmvilag.hu/xista_frame.php?cikk_id=743
- Frankenstein-tanulmányok 1-2. rész (in: Filmvilág – filmművészeti folyóirat 1995/2-3)
  - Frankenstein és Faust, http://filmvilag.hu/xista_frame.php?cikk_id=419
  - Frankenstein és Orpheusz, http://www.filmvilag.hu/xista_frame.php?cikk_id=810
- A hős nosztalgiája az apátlan társadalomban (in: Imago – az ELTE-BTK lapja 1996/2)
- Magyar románc – Varrógéptől az írógépig (Balogh Gyöngyivel, in: Filmvilág – filmművészeti folyóirat 1996/10), http://filmvilag.hu/xereses_cikk.php?&cikk_id=382
- Változatok Hamupipőkére – Próza és glamúr (Balogh Gyöngyivel, in: Filmvilág – filmművészeti folyóirat 1996/12), http://www.filmvilag.hu/xista_frame.php?cikk_id=62
- A zárt osztályra beutalt világtársadalom (in: Ökotáj – a zöld hálózat lapja 1997/14-15, összevont szám), http://www.okotaj.hu/szamok/14-15/tars1.html
- MÁGIKUS MOZI – Műfajok, mítoszok, archetípusok a filmkultúrában (tankönyv, Korona Könyvkiadó, Budapest, 1998) p. 276
  - Műfajfilm és filmműfaj
  - Ősképek a filmkultúrában
  - Műfajok és archetípusok a Midcult-filmben
- A nyers és a hamu [in: Gelencsér Gábor (szerk.): Képkorszak – Mozgóképkultúra és médiaismeret szöveggyűjtemény, Korona Könyvkiadó, Budapest, 1998, változatlan utánnyomások: 2003, 2004], http://mek.niif.hu/00100/00125/00125.pdf
- A melodráma nagyformája 1-3. rész (Balogh Gyöngyivel, részletek a készülő "Csak egy nap a világ..." – A magyar film műfaj- és stílustörténete 1929-1936 című kötetükből, in: Szilágyi Gábor (szerk.): Filmspirál 1998/14-16, Magyar Nemzeti Filmarchívum, Budapest, 1998)
  - Székely István magyar Casablancája – [Székely István:] Café Moszkva (1936)
  - A melodráma nagyformája és a pszichoanalízis trivializálódása – [Gaál Béla:] Évforduló (1936)
  - A melodráma meghódítja a közönséget – [Gertler Viktor:] Mária nővér (1936)

### A 2000-es évek:Csak egy nap a világ...
- "CSAK EGY NAP A VILÁG..." – A magyar film műfaj- és stílustörténete 1929-1936 (Balogh Gyöngyivel, Magyar Filmintézet, Budapest, 2000) p. 712, https://mek.oszk.hu/17600/17631/
  - Fényimádat és árnykultusz egy ezredvégi századelőn
  - Hazai és külföldi rejtelmek – három krimikísérlet
  - A társadalomkritikai komédia kezdetei
  - A vidéki idilltől a parasztdrámáig
  - A bohózati konfliktus és a kabaréstílus fogságában – Az önmagát komolyan nem vevő művészet / Egy kisebbrendűségi érzés történetéhez
  - A huszárfilm mint katonai western
  - Konjunktúra-hangulat a modernizációs komédiában
  - Idegen nő a lakásban – Szorongás a másik nemtől
  - Az újrafelfedezett múlt elpolgáriasítása – A szenior-film fejlődése
  - A szerelmi karrier mitológiája – Az álomgyártól a szociobiológiáig
  - Bengáli tűz és tiltott szerelem – Édesélet-filmek 1935-ben
  - A nemi szerepválság kiéleződése a munkanélküli-komédiákban
  - Emberségből elégtelen avagy a megbukott buktatók – Magyar nevelőintézeti filmek a mädchen in uniform és a zéro de conduite korában
  - A kővé vált ember és a megfagyott gyermek – A Shirley Temple-kor gyermekmelodrámáinak nevelési eszménye
  - Kis nagyfilmek – a kosztümös történelmi presztízsfilmek középszerűsége
  - Az aszfaltdzsungel és a rút esztétikája
  - A melodráma nagyformája
  - Szegény szerelmesek krónikái
  - A melodráma nagyformájával versengő komédia
  - Összefoglalás
- Multiplex esztétika 1-2. rész (in: Filmvilág – filmművészeti folyóirat 2000/3-4)
  - Szép remények, elveszett illúziók, http://www.filmvilag.hu/xista_frame.php?&ev=2014&szam=11&cikk_id=2860
  - Rovareposzok, http://www.filmvilag.hu/xista_frame.php?cikk_id=2892
- Filmspirál Fejős Pál különszáma (Balogh Gyöngyivel, részletek utánközlése a "Csak egy nap a világ..." – A magyar film műfaj- és stílustörténete 1929-1936 című kötetükből, Filmspirál [2004/1] 33. szám: Fejős Pál 1897-1963, Magyar Nemzeti Filmarchívum, Budapest, 2004), http://epa.oszk.hu/00300/00336/00017/
  - A népi legenda kísérlete – Fejős Pál: Tavaszi zápor (1932), http://epa.oszk.hu/00300/00336/00017/baloghgy_nepileg.htm
  - A paraszttragédia és a folklór-show között – Fejős Pál: Ítél a Balaton (1933), http://epa.oszk.hu/00300/00336/00017/baloghgy_paraszttrag.htm
- A "jó labirintus" eszméje és az érzelmi mozgósítottság víziói – Sanjay Leela Bhansali: Devdas (2002) (in: Filmkultúra online 2006, 2005.12.16), http://www.filmkultura.hu/regi/2006/articles/essays/kiralyjenodevdas.hu.html
- Dévi, a Földanya – Az indiai melodráma asszonyai (in: Filmvilág – filmművészeti folyóirat 2006/1), http://www.filmvilag.hu/xista_frame.php?cikk_id=8473
- Rocco és fivérei – Luchino Visconti születésének 100. évfordulójára (in: Filmkultúra online 2007), http://www.filmkultura.hu/regi/2007/articles/essays/rocco.hu.html

### A 2010-es évek:A (mai) film szimbolikája
- A FILM SZIMBOLIKÁJA I-IV. rész (Kaposvári Egyetem Művészeti Kar Mozgóképkultúra Tanszék – Magyar Televízió Zrt., Kaposvár – Budapest, 2010-2011) p. 4365, http://eszmelet.hu/amaifilmszimbolikaja/
  - I/1. A FILMKULTÚRA FILOZÓFIÁJA ÉS A FILMALKOTÁS SZEMIOTIKAI ESZTÉTIKÁJA I. p. 368, http://mek.oszk.hu/14800/14807/pdf/14807_1.pdf
    - 1. A szellem fenomenológiája a filmben

  - I/2. A FILMKULTÚRA FILOZÓFIÁJA ÉS A FILMALKOTÁS SZEMIOTIKAI ESZTÉTIKÁJA II. p. 434, http://mek.oszk.hu/14800/14807/pdf/14807_2.pdf
    - 2. Filmfejtés

  - II/1. A FANTASZTIKUS FILM FORMÁI I. p. 479, http://mek.oszk.hu/14800/14808/pdf/14808_1.pdf
    - 1. Bevezetés a horrorfilm mitológiájába – A fekete fantasztikum problémái

  - II/2. A FANTASZTIKUS FILM FORMÁI II. p. 591, http://mek.oszk.hu/14800/14808/pdf/14808_2.pdf
    - 2. A fehér fantasztikum világa

  - III/1. A KALANDFILM FORMÁI I. p. 674, http://mek.oszk.hu/14800/14809/pdf/14809_1.pdf
    - 1. A háború poétikája
    - 2. A kaland lényege
    - 3. Az asszimilációs képesség problémája
    - 4. A kalandfilm formái

  - III/2. A KALANDFILM FORMÁI II. p. 635, http://mek.oszk.hu/14800/14809/pdf/14809_2.pdf
    - 5. A próza poétikája
    - 6. Az "európai nihilizmus" és a modernista művészfilm
    - 7. Az "európai nihilizmus" és a modernista művészfilm – szeminárium: Ingmar Bergman: Persona (1966)

  - IV/1. ERŐSZAK ÉS EROTIKA A FILMBEN: SZEXUÁLESZTÉTIKA p. 653, http://mek.oszk.hu/14800/14810/pdf/14810_1.pdf
    - 1. Elementáris esztétika és szimbolika
    - 2. A szexuálesztétika elemei
    - 3. Az individualitás tragédiája és az élet komédiája
    - 4. A nemi aktus mint rítus és mítosz, illúzió és valóság
    - 5. A szexualitás narratívája
    - 6. Hím nemi rabszolgaság – A nőstény szerelmi szolgaság előzménye
    - 7. A hím szexmunkája és a nőstény szerelemmunkája – Erotikus világkostrukciók és nemi sorsmodellek komplementaritása
    - 8. A nemi düh
    - 9. A szexuális nyomor
    - 10. Szexuális álkultúra
    - 11. A kéz története
    - 12. Az erotika elmélete
    - 13. Szex-szemiotika
    - 14. Szenvedély
    - 15. A freudi "szerelem feltételekpszichológiája" és a szexuálesztétika
    - 16. Szeminárium: A különleges szerelmi feltételek poétikája – Michael Haneke: A zongoratanárnő (2001)
    - 17. Az orgazmus esztétikája
    - 18. Szeminárium: Thalasszális orgazmus – Charles Walters – Busby Berkeley: Easy To Love (1953)
    - 19. Szeminárium: Thanatális orgazmus – [Patrice Leconte:] Lány a hídon (1999)
    - 20. A puszta erotika csődje és a szerelem eredete
    - 21. Összefoglalás és kitekintés: Szexuálesztétika és biopoétika
    - 22. A biopoétika alapterve

  - IV/2. ERŐSZAK ÉS EROTIKA A FILMBEN: BIOPOÉTIKA p. 531, http://mek.oszk.hu/14800/14810/pdf/14810_2.pdf
    - 1. Az anya képe
    - 2. A preödipális kasztráció
    - 3. Beavatás – Az anyaprincípium megfékezése
    - 4. Anyagyilkosság
    - 5. Szeminárium: Babits Mihálytól az Amelie csodálatos életéig (2001) – Női "Totem és tabu"
    - 6. Anyagyilkosság – szeminárium: József Attila és Federico Fellini
    - 7. Psychoanalysis Christiana – szeminárium: Babits és Bresson
    - 8. Az apagyilkosság
    - 9. Apagyilkosság – szeminárium: "Dickens, Griffith és mi" helyett: Pasolini, Zizek és mi
    - 10. Destrudó
    - 11. A destrudó etikája – szeminárium
    - 12. Autoerotika és autodestrukció: A szakralitás komponensei (szeminárium)
    - 13. A thanatosz
    - 14. Thanatosz-szeminárium: Jahja Kemál Bejátli és Kim Ki-duk
    - 15. Ananke
    - 16. Túl az ananke világán
    - 17. A thanatális regresszió elmélete
    - 18. Halálesztétika és haláletika
- Mednyánszky báróval a háborúban és a moziban – Családi emlékek egy száz éves festményről, az első világháború kitörésének évfordulóján (in: Filmkultúra online 2014.04.02), http://www.filmkultura.hu/?q=cikkek/mednyánszky-báróval-háborúban-és-moziban Archiválva 2022. április 19-i dátummal a Wayback Machine-ben
- A MAI FILM SZIMBOLIKÁJA (Eszmélet Alapítvány, Budapest, 2017) p. 660, https://www.ceeol.com/search/book-detail?id=562390, http://eszmelet.hu/amaifilmszimbolikaja/
  - Az apokalipszis politikai gazdaságtana az ezredforduló filmkultúrájában
  - Hitchcock Psychoja (1960) mint háromszoros paradigmaváltás – Filmtörténet, kultúrtörténet, léttörténet
  - Anti-Ödipusz és Anti-Antigoné – A szado-analízistől a mazo-analízisig
  - Antigonétól a Saul fiáig (2015)
  - [Pier Paolo Pasolini:] Salò avagy Szodoma 120 napja (1975)
  - A mozi mint lelki ópiumbarlang – Mazochista árnyvilág és szadista léleksebészet
  - A testvérgyilkosság archetípusa
  - Szükséglet és mozgalom
  - A szenvedélybetegség mint kultúra és eszmény
  - A világforradalomtól a globálfasizmusig
  - A pénzügyi atombomba
  - A globálfasiszta kényszerkultúra mechanikája – "Hipokrízis" és "emocionális pestis"
  - Harcosnevelés
  - A birodalom
  - A háború türelmetlen vágya – [Paul] Verhoeven: Csillagközi invázió (1997)
  - A harmadik világháború és a marslakók támadása
  - A harmadik világháború és a harmadik világ
  - Amorfizáció és amortizáció – A lélektelenség fenomenológiájától a szellemtelenség fenomenológiájáig
  - A flexibilis embertől a gyurmáig
  - A személyiség amorfizációjától a kultúra amortizációjáig
  - Dimorfizmus és demorfizáció
  - Dina vagyok: a modern nő születése
  - A férfi nő mint áldozat: [Kimberly Peirce:] A fiúk nem sírnak (1999)
  - A nem halála vagy a nemek háborúja
  - A fallikus nő mint harcigép: [Ridley Scott:] G. I. Jane (1997)
  - A fallikus nő eredete: [Andrew Bergman:] Sztriptíz (1996)
  - Defektkultusz a középosztályi erkölcskrónikákban
  - Nagypolgári erkölcskrónikák a "Nyugat alkonyán"
  - A kultúra infantilizációjától a filmkultúra imbecillitásáig
  - Exkrementális esztétika
  - Exkrementális szemiotika a Canterbury mesékben (1972)
  - A neogiccs: Könny és mosoly – műkönny és vigyor
  - A diszjunktív szintézis mint esztétikai kategória: [Paul Verhoeven:] Turks Fruit (Tiltott gyümölcsök, 1973)
  - A dekonstrukció dekonstrukciója – Utószó a posztmodern-dekonstruktív állapothoz
  - Rútesztétika
  - Georg Wilhelm Friedrich Hegeltől a láncfűrészes gyilkosig
  - Mágikus archaizmusok a film árnyékvilágában
  - A láncfűrészes gyilkostól Hegelig – Ami elveszett: az ősök hőskora
  - A nagy elbeszélés aranykora

Tervezett megjelenés
- A FILM SZIMBOLIKÁJA: a társadalmi változás szimbólumai (Eszmélet Alapítvány, Budapest, tervezett megjelenés), http://eszmelet.hu/amaifilmszimbolikaja/

## Válogatott interjúk, könyvkritikák, tanulmányok és magyar nyelvű műfaji filmes szakkönyvek

### Az 1960-as évek:Előzmények
- Szalay Károly: A filmkomikum anatómiája (Filmművészeti Könyvtár 33. kötet, Magyar Filmtudományi Intézet és Filmarchívum, Budapest, 1967) p. 240

### Az 1970-es évek:A filmelmélet nagykorúsága
- Szalay Károly: A geg nyomában (Magvető Könyvkiadó, Budapest, 1972) p. 422
- Bujdosó Dezső (szerk.): Kommunikációelméleti szöveggyűjtemény II. kötet: Film (kézirat, egyetemi jegyzet, ELTE-BTK – Tankönyvkiadó Vállalat, 1973, változatlan utánnyomások: 1978, 1981, 1989, Nemzeti Tankönyvkiadó, 1994) p. 192 [600 példányban jelent meg]
- Kelecsényi László: Egy egyetemi jegyzet margójára [Király Jenő: A marxista filmelmélet alapjai] (in: Mozgó Világ 1977/3)
- Kelecsényi László: A kettős tükrözés a filmművészetben [Király Jenő: A marxista filmelmélet alapjai] (in: Kritika 1978/6)
- Szalay Károly: Chaplin – szemtől szemben (Szemtől szemben, Gondolat Könyvkiadó, Budapest, 1978) p. 307
- Szalay Károly: Mai magyar filmvígjáték – Beteljesülések és elszalasztott lehetőségek (Gyorsuló Idő, Magvető Könyvkiadó, Budapest, 1978) p. 196
- Balogh Gyöngyi (szerk.): Kommunikációelméleti szöveggyűjtemény III. kötet: Tömegfilm (kézirat, egyetemi jegyzet, ELTE-BTK – Tankönyvkiadó Vállalat, 1979) p. 294

### Az 1980-as évek:A rejtőzködő filmtudós
- Berkes Ildikó (szerk.): A western – antológia (Filmtudományi Szemle – a Magyar Filmtudományi Intézet és Filmarchívum Tudományos Osztályának kiadványa 1980/4. szám, Magyar Filmtudományi Intézet és Filmarchívum, Budapest, 1980) p. 341
- Balogh Gyöngyi (szerk.): Kommunikációelméleti szöveggyűjtemény IV. kötet: Tömegkultúra (kézirat, egyetemi jegyzet, ELTE-BTK – Tankönyvkiadó Vállalat, Bp., 1981, változatlan utánnyomások: 1989, Nemzeti Tankönyvkiadó, 1994) p. 368
- Szalay Károly: Jacques Tati – kortársaink a filmművészetben (Filmbarátok Kiskönyvtára – Kortársaink a filmművészetben, Népművelési Propaganda Iroda – Magyar Filmtudományi Intézet és Filmarchívum, Budapest, 1981) p. 105
- Kerekasztal-beszélgetés a mai magyar filmről (beszélgetőtársak: Erdélyi Z. Ágnes, Kőháti Zsolt, Réz András, Szabó György és Szilágyi Gábor, in: Filmtudományi Szemle – a Magyar Filmtudományi Intézet és Filmarchívum Tudományos Osztályának kiadványa 1981/1. szám: Eszmék és törekvések a mai magyar filmművészetben, Magyar Filmtudományi Intézet és Filmarchívum Filmelméleti és -Történeti Osztály, Budapest, 1981)
- Bölcs István: A filmelmélet "nagykorúsága" [Király Jenő: Filmelmélet] (in: Jel-Kép 1983/4)
- Harmat György: Montázs az agyunkban [Király Jenő: Mozifolklór és kameratöltőtoll – A populáris filmkultúra elméletéhez] (in: Filmkultúra – filmelméleti és filmművészeti szemle 1984/3), http://mandadb.hu/common/file-servlet/document/14006/default/doc_url/1984_3sz.pdf
- Bárdos Judit: A tömegfilm kérdőjelei [Király Jenő: Mozifolklór és kameratöltőtoll – A populáris filmkultúra elméletéhez] (in: Filmkultúra – filmelméleti és filmművészeti szemle 1984/3), http://mandadb.hu/common/file-servlet/document/14006/default/doc_url/1984_3sz.pdf
- Holló János: Profán esztétikák felé [Király Jenő: Mozifolklór és kameratöltőtoll – A populáris filmkultúra elméletéhez] (in: Filmvilág – filmművészeti folyóirat 1984/4), http://filmvilag.hu/xereses_frame.php?cikk_id=6471
- Gyertyán Ervin: Mozifolklór és kameratöltőtoll – Király Jenő könyvéről [Király Jenő: Mozifolklór és kameratöltőtoll – A populáris filmkultúra elméletéhez] (in: Népszabadság 1984. április 14.)
- Sajóhelyi Gábor: Mozifolklór és kameratöltőtoll [Király Jenő: Mozifolklór és kameratöltőtoll – A populáris filmkultúra elméletéhez] (in: Film-Színház-Muzsika 1985. február 16.)
- Kelcsényi László: Hiányok leltára (in: Film-Színház-Muzsika 1985. február 16.)
- Balázs Géza: Mozifolklór [Király Jenő: Mozifolklór és kameratöltőtoll – A populáris filmkultúra elméletéhez] (in: Forrás 1985/7)
- Berkes Ildikó: A western (Gondolat Könyvkiadó, Budapest, 1986) p. 461
- Kelecsényi László: A rejtőzködő filmtudós – Király Jenő (in: Film-Színház-Muzsika 1986. április 26.)
- Martin Ferenc (Hőgyész): E.T. és a magyar filmkritikus: A semmi újratermelése (in: Film-Színház-Muzsika 1986. június 7.)
- Barna Márta: A hatosfogattól A hallgatag emberig [Berkes Ildikó: A western] (in: Film-Színház-Muzsika 1987. március 28.)
- Hirsch Tibor: A James Bond mítosza – avagy a 007-es ügynök kalandos története (Szabad Tér Kiadó, Bp., 1989.) p. 202

### Az 1990-es évek:A nappali álmok kutatója
- Szemadám György: A vamp apoteózisa – Király Jenő Karády-könyvéről [Király Jenő: Karády mítosza és mágiája] (in: Filmvilág – filmművészeti folyóirat 1990/1), http://www.filmvilag.hu/xista_frame.php?cikk_id=4688
- Csala Károly: A magyar melodráma [Király Jenő: Karády mítosza és mágiája] (in: Népszabadság 1990. január 13.)
- Udvardi Judit: Kulturális menedzserképző – Bujdosó Dezső docens a program céljairól (in: Népszabadság 1994. május 3.)
- Kovács András Bálint: A tömegkultúra esztétikája [Király Jenő: A tömegkultúra esztétikája I-II. / Frivol múzsa – A tömegfilm sajátos alkotásmódja és a tömegkultúra esztétikája I-II.] (in: Buksz 1994/nyár)
- Bernáth László: A nappali álmok kutatója – Interjú Király Jenővel, riporter: Bernáth László (in: Népszava 1994. június 10.)
- Gervai András: Mi nem Hollywoodot álmodjuk – Beszélgetés Király Jenővel, riporter: Gervai András (in: Magyar Hírlap 27. 1994. 159. [mell]. V.)
- Hirsch Tibor: Ha Bolyai, akkor nem-Euklédeszi [Király Jenő: Frivol múzsa – A tömegfilm sajátos alkotásmódja és a tömegkultúra esztétikája I-II.] (in: Filmvilág – filmművészeti folyóirat 1995/1), http://www.filmvilag.hu/xista_frame.php?cikk_id=81
- Váradi Júlia – Kovács András Bálint: A Meseautó esélye – Váradi Júlia és Kovács András Bálint beszélgetése Király Jenővel (in: Filmvilág – filmművészeti folyóirat 1995/1), http://www.filmvilag.hu/xista_frame.php?cikk_id=82
- Réz András: Magasztos trivialitások [Király Jenő: Frivol múzsa – A tömegfilm sajátos alkotásmódja és a tömegkultúra esztétikája I-II.] (in: Kritika 1995/2)
- Sneé Péter: A diskurzus másik fele [Király Jenő: Frivol múzsa – A tömegfilm sajátos alkotásmódja és a tömegkultúra esztétikája I-II.] (in: Filmkultúra – filmelméleti és filmművészeti szemle 1995/6), http://mandadb.hu/tart/mcitem/253926
- Honffy Pál: Az esztétika átrendezése – Király Jenő Frivol múzsa című könyvéről [Király Jenő: Frivol múzsa – A tömegfilm sajátos alkotásmódja és a tömegkultúra esztétikája I-II.] (in: Iskolakultúra 1997/5), http://epa.oszk.hu/00000/00011/00125/pdf/1997-5.pdf#page=116
- Bohár András: A tömegkultúra elitesztétikája – Király Jenő esztétikájáról [Király Jenő: Frivol múzsa – A tömegfilm sajátos alkotásmódja és a tömegkultúra esztétikája I-II.] (in: Iskolakultúra 1997/6-7, összevont szám), http://real.mtak.hu/58551/1/2_EPA00011_iskolakultura_1997-6-7.pdf
- Almási Miklós: Teória a bolhapiacon [Király Jenő: Mágikus mozi – Műfajok, mítoszok, archetípusok a filmkultúrában] (in: Filmvilág – filmművészeti folyóirat 1998/11), http://www.filmvilag.hu/xista_frame.php?cikk_id=3862
- Margitházi Beja: Egy ősi és egy posztmodern probléma: archetípus és műfaj a filmkultúrában [Király Jenő: Mágikus mozi – Műfajok, mítoszok, archetípusok a filmkultúrában] (in: Metropolis – filmelméleti és filmtörténeti folyóirat 1998/4), http://www.c3.hu/scripta/metropolis/9804/margithazi.htm
- Bóta Gábor: A rajongás és a dühöngés ideje – Beszélgetés Király Jenővel, riporter: Bóta Gábor (in: Magyar Hírlap 31. 1998. 161. 13.)

### A 2000-es évek:A Meseautó esélye
- Kelecsényi László: A nagy szürke [Balogh Gyöngyi – Király Jenő: "Csak egy nap a világ..." – A magyar film műfaj- és stílustörténete 1929-1936] (in: Filmvilág – filmművészeti folyóirat 2000/11), http://www.filmvilag.hu/xista_frame.php?cikk_id=3118
- Gelencsér Gábor: Ex Libris [Balogh Gyöngyi – Király Jenő: "Csak egy nap a világ..." – A magyar film műfaj- és stílustörténete 1929-1936] (in: Élet és Irodalom 2000/27, kötetben: a Filmtörténelem címszó alatt, uő.: Filmolvasó-könyv, Iskolakultúra, Pécs, 2003), http://mek.oszk.hu/01800/01889/01889.pdf
- Berkes Ildikó – Nemes Károly: A bűnügyi film (Uránusz Könyvek 10. kötet, Uránusz Kiadó, Budapest, 2001) p. 252
- Berkes Ildikó – Nemes Károly: A posztmodern film (Uránusz Könyvek 17. kötet, Uránusz Kiadó, Budapest, 2004) p. 198
- Szalay Károly: A geg nyomában 1. kötet: A filmkomikum anatómiája / Fejezetek a filmvígjáték történetéből (Mundus Magyar Egyetemi Kiadó, Budapest, 2006) p. 314
- Böszörményi Gábor – Kárpáti György – Szalóky Bálint (szerk.): Zsánerben – tanulmánykötet (Mozinet Könyvek 3. kötet, Mozinet, Budapest, 2009) p. 238

### A 2010-es évek:A király koronája
- Varga Anna: Kiadói utószó A film szimbolikájához (in: Király Jenő: A film szimbolikája III/2.: A kalandfilm formái, Kaposvári Egyetem Művészeti Kar Mozgóképkultúra Tanszék – Magyar Televízió Zrt., Kaposvár – Budapest, 2010), http://mek.oszk.hu/14800/14809/pdf/14809_2.pdf
- Kodaj Dániel: Mesél, jelez; fél – Király Jenő horroresztétikája (in: Café Bábel 2010/61. szám: Félelem-különszám), https://web.archive.org/web/20171016182357/http://www.cafebabel.hu/szamok/felelem/kodaj
- Huszár Linda: Kánon, műfajiság és egy Rejtő regény: A Néma Revolverek Városa (in: Apertúra online 2011. tél), http://apertura.hu/2011/tel/huszar
- Deák-Sárosi László: Korunk "jelentése" – Király Jenő: A film szimbolikája (2010) című könyvsorozatáról [Király Jenő: A film szimbolikája I-IV. rész] (in: E-nyelv.hu online 2012/1), http://epa.oszk.hu/02200/02263/00011/korunk-jelentese-kiraly-jeno-a-film-szimbolikaja-2010-cimu-konyvsorozatarol.html
- Pápai Zsolt – Varga Zoltán: A király koronája [Király Jenő: A film szimbolikája I-IV. rész] (in: Filmvilág – filmművészeti folyóirat 2013/2), http://www.filmvilag.hu/xista_frame.php?cikk_id=11245
- Lakatos Gabriella: A magyar félbűnfilm – Bűnügyi műfajok 1931 és 1944 között (in: Metropolis – filmelméleti és filmtörténeti folyóirat 2013/2. szám: Magyar film 1939-1945), http://www.metropolis.org.hu/?pid=16&aid=483
- METROPOLIS KIRÁLY JENŐ 70 különszáma (Metropolis – filmelméleti és filmtörténeti folyóirat 2013/4. szám: Király Jenő 70), http://metropolis.org.hu/?pid=19&iid=83
  - Király Jenő 70, http://metropolis.org.hu/?pid=16&aid=495
  - Benke Attila: Legendák revíziója – Adalékok Király Jenő westernelméletéhez, http://metropolis.org.hu/?pid=16&aid=496
  - Murai András: "Elrontott" slasherek – Megjegyzések Király Jenő Persona-értelmezéséhez, http://metropolis.org.hu/?pid=16&aid=497
  - Pápai Zsolt: El nem csókolt csókok – Megjegyzések a "magyar film noirról", http://metropolis.org.hu/?pid=16&aid=498
  - Szilágyi Miklós: Fantasztikus lények és a műfaji lényeg – A kaidzsu eiga műfaji hangsúlyeltolódásai a Toho Stúdió Godzilla-filmjeiben, http://metropolis.org.hu/?pid=16&aid=499
  - Tóth Zoltán János: A műfajelmélet frivol múzsái – Széljegyzetek Király Jenő szexuálesztétikájához, http://metropolis.org.hu/?pid=16&aid=500
  - Varga Zoltán: A pszichothriller és a slasher kapcsolatának feltérképezése, http://metropolis.org.hu/?pid=16&aid=501
  - Bibliográfia Király Jenő munkáiról, http://metropolis.org.hu/?pid=16&aid=502
- Erdei Lilla: Posztmodern Antikrisztus? – Lars von Trier ideológiakritikája mint metaideológia (in: Apertúra online 2013. ősz), http://uj.apertura.hu/2013/osz/erdei-posztmodern-antikrisztus-lars-von-trier-ideologiakritikaja-mint-metaideologia/
- Bencsik Orsolya: A metalepszis a horror és a fantasy műfaji logikájának tükrében (in: Apertúra online 2013. ősz), http://uj.apertura.hu/2013/osz/bencsik-a-metalepszis-a-horror-es-a-fantasy-mufaji-logikajanak-tukreben/
- Kelecsényi László: "Mindegy mi az, csak igaz ne legyen" – Kelecsényi László beszélgetése Király Jenővel (in: Filmvilág – filmművészeti folyóirat 2013/12), http://filmvilag.blog.hu/2017/10/03/_mindegy_mi_az_csak_igaz_ne_legyen_beszelgetes_kiraly_jenovel_1943
- Lakatos Gabriella: "Én olyan rettenetesen gyűlölöm, ahogy még nem szerettem senkit" – A magyar screwball comedy 1931 és 1944 között (in: Metropolis – filmelméleti és filmtörténeti folyóirat 2014/3. szám: Klasszikus magyar filmvígjáték), http://www.metropolis.org.hu/?pid=16&aid=515
- Orosdy Dániel – Schreiber András: Lucio Fulci & George A. Romero – A horror mesterei (Kontraszt Plusz, Pécs, 2014) p. 287
- Kodaj Dániel: Király Jenő: A film szimbolikája (in: Bölcskei Balázs – Sebők Miklós (szerk.): 50 könyv, amit minden baloldalinak ismernie kell, Kossuth Kiadó, Bp., 2015), https://books.google.hu/books?id=VaMECwAAQBAJ&pg=PT142&lpg=PT142&dq=kodaj+d%C3%A1niel+film+szimbolik%C3%A1ja&source=bl&ots=kD2eEi7Tct&sig=IztEuem8FzfL813bXOfrs0IrcD4&hl=hu&sa=X&ved=0ahUKEwjv2OSwgu3WAhWBCMAKHTsqBpkQ6AEIJTAA#v=onepage&q=kodaj%20d%C3%A1niel%20film%20szimbolik%C3%A1ja&f=false
- Kárpáti György – Schreiber András (szerk.): A horrorfilm – válogatott tanulmányok (Filamantómia 2. kötet, Kultúrbarlang – Mozinet, Budapest, 2015) p. 360
- Benke Attila: A szenzáció lényege [Kárpáti György: Címlapsztori – Az újságírókép változása az amerikai hangosfilmben] (in: Prae.hu online 2015. augusztus 14.), http://www.prae.hu/index.php?route=article%2Farticle&aid=8561
- Kárpáti György – Schreiber András (szerk.): A sci-fi – válogatott tanulmányok (Filmanatómia 3. kötet, Kultúrbarlang – Mozinet, Budapest, 2016) p. 310
- Varga Anna: Utószó (in: Király Jenő: A mai film szimbolikája, Eszmélet Alapítvány, Bp., 2017.), http://eszmelet.hu/wp-content/uploads/2017/05/kiraly_jeno_a_mai_film_szimbolikaja_webre_utoszo.pdf
- "nikodemus": Könyvajánló – A mai film szimbolikája (in: Filmdroid online 2017. szeptember 7.), https://filmdroid.hu/2017/09/konyvajanlo-mai-film-szimbolikaja/
- Benke Attila ["Tenebra" blogger]: In memoriam Király Jenő (in: Amerikai Plán 2017. október 4.), http://amerikaiplan.blog.hu/2017/10/04/kiraly_jeno_emlekere?token=d3ee58686a3ee8a1c29542774d33cddc
- Varga Zoltán: In memoriam Király Jenő (in: Film.hu online 2017. október 10.), http://magyar.film.hu/filmhu/magazin/in-memoriam-kiraly-jeno-1943-2017.html
- Bacsadi Zsófia: Ideológiák csavargója – Király Jenő (1943–2017) – Nekrológ (in: Magyar Narancs, 29. évfolyam, 42. szám, 2017. október 19.), https://magyarnarancs.hu/film2/ideologiak-csavargoja-107103
- Kovács András Bálint: A csendes óriás – Király Jenő halálára (in: Élet és Irodalom, LXI. évfolyam, 42. szám, 2017. október 20.), http://www.es.hu/cikk/2017-10-20/kovacs-andras-balint/a-csendes-orias.html
- Varga Zoltán: Hegeltől a texasi láncfűrészesig (Király Jenő: A mai film szimbolikája) – (in: Filmvilág – filmművészeti folyóirat 2017/11), http://filmvilag.hu/xereses_frame.php?cikk_id=13418
- Kárpáti György – Schreiber András (szerk.): Az akciófilm – válogatott tanulmányok (Filmanatómia 4. kötet, Kultúrbarlang – Mozinet, Budapest, 2017) p. 300 [a kötet Király Jenő emlékének is van ajánlva!]
- Dreff János: Utolsó levél Király Jenőnek (in: Librarius kortárs kult magazin, 2017. december 9., online), https://librarius.hu/2017/12/09/a-film-szimbolikaja/
- Balázs Géza: A film szimbolikája – Király Jenő emlékére (in: E-nyelv.hu magazin online, 2018. február 10., Tetten ért szavak 106.), http://e-nyelvmagazin.hu/2018/02/10/a-film-szimbolikaja-kiraly-jeno-emlekere/
- Márki Zsófia: A korszellem anatómiája – Király Jenő: A mai film szimbolikája (in: Filmtekercs online 2018. július 23.), https://www.filmtekercs.hu/papirfeny/kiraly-jeno-a-mai-film-szimbolikaja

Tervezett megjelenések
- Kárpáti György – Schreiber András (szerk.): A vígjáték – válogatott tanulmányok (Filmanatómia 5. kötet, Kultúrbarlang – Mozinet, Budapest, 2018) megjelenés előtt
- Kodaj Dániel: [Király Jenő inspirálta sci-fi monográfia] (megírás alatt) tervezett megjelenés
- [további műfaji filmes tanulmánykötetek] (Filmanatómia 6-11. kötet, Kultúrbarlang – Mozinet, Budapest, megírás alatt) tervezett megjelenés

## Díjai
- Balázs Béla-díj (1993)
- Hauser Arnold-díj (1993)